# Umetsugu Inoue
Pour les articles homonymes, voir Inoue.
Umetsugu Inoue (井上 梅次, Inoue Umetsugu, son prénom est parfois transcrit en « Umeji », qui s'écrit de façon identique en japonais), né le 31 mai 1923 et mort le 11 février 2010, est un réalisateur et un scénariste japonais.

## Biographie
Umetsugu Inoue fait ses études à l'université Keiō.
Dans le contexte de l'accord des cinq compagnies signé en 1953 entre les principaux studios japonais afin d'empêcher les acteurs et réalisateurs de changer de studios, Umetsugu Inoue mène une carrière en indépendant et réalise des films pour plusieurs compagnies, notamment la Nikkatsu.
En 1965 il est recommandé par l'influent directeur de la photographie Tadashi Nishimoto auprès du studio Shaw Brothers de Hong Kong, ainsi que quatre autres réalisateurs japonais ; au sein du groupe des réalisateurs japonais à la Shaw, il bénéficie d'un statut privilégié (il est ainsi le seul à ne pas devoir adopter de pseudonyme chinois) et tourne la moitié des films réalisés par ces derniers pour la firme, qui appréciait notamment sa capacité à tourner de façon rapide des succès au box-office tout en respectant les délais et les budgets.
Umetsugu Inoue a réalisé plus de 115 films et écrit une centaine de scénarios entre 1952 et 1987.
Il s'est marié à l'actrice Yumeji Tsukioka.

## Filmographie partielle

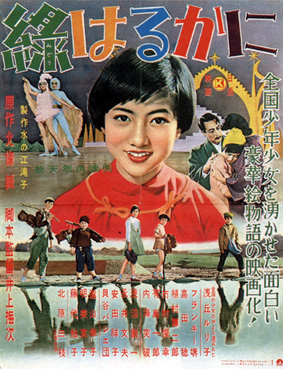
Affiche de Midori haruka ni (1955).

### Réalisateur

#### Années 1950
- 1952 : Mōjū tsukai no shōjo (猛獣使いの少女?)
- 1952 : Sararīman kenka sandaiki (サラリーマン喧嘩三代記?)
- 1953 : Waga koi no rira no kokage ni (わが恋のリラの木陰に?)
- 1954 : Kekkonki  (結婚記?)
- 1955 : Jazu musume kanpai (ジャズ娘乾杯?)
- 1955 : Sarutobi Sasuke (猿飛佐助?)
- 1955 : Midori haruka ni (緑はるかに?)
- 1955 : Mittsu no kao (三つの顔?)
- 1955 : Miseinen (未成年?)
- 1956 : Uramachi no otenba musume (裏町のお転婆娘?)
- 1956 : Shi no jūjiro (死の十字路?)
- 1956 : Hi no tori (火の鳥?)
- 1956 : Niko-yon monogatari (ニコヨン物語?)
- 1956 : Éclipse lunaire (月蝕, Gesshoku?)
- 1957 : Otemba san'nin shimai: Odoru taiyō (お転婆三人姉妹 踊る太陽?)
- 1957 : Kiken na kankei (危険な関係?)
- 1957 : Sur les chemins de la gloire (勝利者, Shōrisha?)[6].
- 1957 : Jūnana-sai no teikō (十七才の抵抗?)
- 1957 : Washi to taka (鷲と鷹?)
- 1957 : Pigalle à Tokyo ou L'Homme de la tempête[7] (嵐を呼ぶ男, Arashi o yobu otoko?)
- 1958 : Yoru no kiba (夜の牙?)
- 1958 : Fūfu hyakkei (夫婦百景?)
- 1958 : Ashita wa ashita no kaze ga fuku (明日は明日の風が吹く?)
- 1958 : Subarashiki dansei (素晴しき男性?)
- 1958 : Zoku fūfu hyakkei (続夫婦百景?)
- 1959 : Arashi o yobu yūjō (嵐を呼ぶ友情?)
- 1959 : Tōkyō no kodoku (東京の孤独?)
- 1959 : Gunshū no naka no taiyō (群集の中の太陽?)

#### Années 1960
- 1960 : Arashi o yobu gakudan (嵐を呼ぶ楽団?)
- 1960 : Shōri to haiboku (勝利と敗北?)
- 1960 : Taiyō o idake (太陽を抱け?)
- 1960 : Sannin no kaoyaku (三人の顔役?)
- 1961 : Ginzakko monogatari (銀座っ子物語?)
- 1961 : Onna wa yoru kesshō suru (女は夜化粧する?)
- 1961 : Gonin no totsugeki tai (五人の突撃隊?)
- 1961 : Nyōbō gakkō (女房学校?)
- 1961 : Tsuma ari ko ari tomo arite (妻あり子あり友ありて?)
- 1962 : Onna to san akunin (女と三悪人?)
- 1962 : Kurotokage (黒蜥蝪?)
- 1962 : Heiten jikan (閉店時間?)
- 1962 : Hōseki dorobō (宝石泥棒?)
- 1962 : Ankokugai saigo no hi (暗黒街最後の日?)
- 1962 : Yakuza no kunshō (やくざの勲章?)
- 1963 : Daisan no kagemusha (第三の影武者?)
- 1963 : Watashi o fukaku umete (わたしを深く埋めて?)
- 1963 : Ankokugai saidai no kettō (暗黒街最大の決斗?)
- 1963 : Nanzai sakusen nanbā wan (犯罪作戦ＮＯ．１?)
- 1963 : Odoritai yoru (踊りたい夜?)
- 1964 : Hanzai no merodī (犯罪のメロディー?)
- 1964 : Ankokugai ōdōri (暗黒街大通り?)
- 1964 : Modae (悶え?)
- 1965 : Urakaidan (裏階段?)
- 1965 : Fukushū no kiba (復讐の牙?)
- 1965 : Kuroi yuwaku (黒い誘惑?)
- 1965 : Gyangu chōjō sakusen (ギャング頂上作戦?)
- 1965 : Akai taka (赤い鷹?)
- 1966 : Honō to okite (炎と掟?)
- 1966 : Koi to namida no taiyō (恋と涙の太陽?)
- 1967 : Mesu ga osu o kuikorosu: Kamakiri (雌が雄を喰い殺す かまきり?)
- 1967 : King Drummer, remake hongkongais de Pigalle à Tokyo
- 1967 : Operation Lipstick
- 1967 : Hong Kong Nocturne, remake hongkongais d'Odoritai yoru
- 1968 : The Brain-Stealers
- 1968 : Hong Kong Rhapsody
- 1968 : Kushiro no yoru
- 1969 : The Millionaire Chase
- 1969 : Yoru no nettaigyo (夜の熱帯魚?)
- 1969 : The Singing Escort
- 1969 : Taiyō no yarō-domo (太陽の野郎ども?)

#### Années 1970
- 1970 : The Five Billion Dollar Legacy
- 1970 : Apartment for Ladies
- 1970 : Young Lovers
- 1970 : Whose Baby's in the Classroom?
- 1971 : The Venus' Tear Diamond
- 1971 : Long Road to Freedom
- 1971 : The Man with Two Wives
- 1971 : We Love Millionaires
- 1971 : Ningen hyōteki (人間標的?)
- 1971 : Sunset
- 1972 : The Yellow Muffler
- 1974 : Ikare dokuhebi: Moku geki sha wo kese (怒れ毒蛇 目撃者を消せ?)
- 1975 : Yogiri no hōmonsha (夜霧の訪問者?)
- 1976 : Utareru mae-ni ute! (撃たれる前に撃て！?)

#### Années 1980
- 1983 : Aitsu to rarabai (あいつとララバイ?)

### Scénariste
- 1950 : Seishun no Decameron (青春のデカメロン?)
- 1950 : Wakasama samurai torimonochō: nazo no nōmen yashiki (若様侍捕物帖 謎の能面屋敷?)